# Выжили только влюблённые
«Выжили только влюблённые» (англ. Only Lovers Left Alive) — постапокалиптический роман-антиутопия британского писателя Дэйва Уоллиса, написанный в 1964 году. Повествует об английском обществе, где все взрослые покончили жизнь самоубийством, а подростки, оставленные на произвол самих себя, погружают страну в бесконечные битвы на выживание.
Название романа аллюзирует к строчке из стихотворения Джека Линдсея «Возрождённая земля» (Earth reborn), первое четверостишие которого служит книге эпиграфом:
If mankind died at twenty-five
(save poets & musicians)
and only lovers were left alive
to throng their exhibitions…

## Публикация
К 1964 году у Д. Уоллиса уже вышло две книги, не принесшие ему популярности. Изначально планировалось, что «Выжили только влюблённые», как и предыдущие романы Уоллиса, выпустит издательский дом Heinemann, однако, получив отказ, Уоллис передал права на публикацию Энтони Блонду. Блонд выпустил тираж в 10 000 копий, что довольно много для автора такого уровня популярности, как у Уоллиса. Однако после первой публикации книга, не обретя должного внимания читателя, была забыта и только много десятилетий спустя, в 2015 году, была переиздана издательским домом Valancourt Books в новом формате, с новым вступительным словом от Эндрю Таллина и со знаменитой фотографией авторства Брюса Флеминга на обложке.

## Сюжет
Эпидемия самоубийств с помощью «лёгких таблеток» (easaway) охватывает людей старшего поколения, и вскоре в Соединённом Королевстве не осталось ни одного взрослого. Мир отныне принадлежит подросткам; одни из них собираются в банды, воюющие друг с другом, другие — более сознательные — предпринимают попытки создать новое общество.

## Отзывы критиков
The Observer отмечает, что в книге удачно продемонстрирована связь между подростковым стремлением к разрушению и жестокостью современного общества, однако сам роман переполнен клишированными персонажами и в нём слишком чувствуется претензия на сенсационность. The New York Times называет завязку сюжета «притягательной» и считает книгу «необычайно амбициозным проявлением воображения».

## Культурный вклад
Роман приобрёл культурную ценность как символ разрастающейся власти подросткового общества в массовой литературе. Роман также не прошёл художественную цензуру в Ирландии и был запрещён в 1966 году.

## Интересные факты
- Созданный на очередной волне популярности контркультурной тематики подросткового бунта и перекройки общества, роман «Выжили только влюблённые» в 1966 году мог быть экранизирован Николасом Рэем[7]. Экранизация планировалась как кинодебют участников группы The Rolling Stones и по предварительным подсчётам принесла бы им 1 млн долларов дохода[8]. Саундтреком к фильму предполагался альбом Aftermath из-за очевидных параллелей в композиции «Mother’s Little Helper» на «лёгкие» таблетки для того, чтобы «дойти до конца напряжённого дня на исходе»[9]. За идею этого фильма выступали Аллен Клейн и на тот момент менеджер The Rolling Stones Эндрю Луг Олдэм, однако экранизация в конечном итоге так и не состоялась.
- В 1976 г. в Англии был выпущен комикс по мотивам романа Уоллиса, «Kids Rule O.K.»[10].
- В русском переводе Льва Дымова роман получил название «Молодой мир» и в сокращении был опубликован в журнале «Вокруг света»[11] в 1991 году.
- Существует мнение, что книга Уоллиса послужила одним из стимулов для Уильяма Берроуза к написанию романа «Дикие мальчики»[9]. Любопытно, что одного из персонажей в «Выжили только влюблённые» зовут Чарли Берроуз.
- Джим Моррисон называет книгу Уоллиса в числе любимых произведений литературы[12].
- В 2013 году вышел фильм Джима Джармуша «Выживут только любовники», названием ссылающийся на то же стихотворение Линдсея, однако сценарно никак не связанный с романом Уоллиса.

## Дополнительно
По стилистике языка «Выжили только влюблённые» часто сравнивают с «Заводным апельсином» Энтони Бёрджесса.
Роман Уоллиса также неоднократно называли идейным «аналогом» «Повелителя мух» Уильяма Голдинга.